# سيريل هاريس
سيريل هاريس (بالإنجليزية: Cyril Harris)‏ هو حاخام جنوب أفريقي، ولد في 19 سبتمبر 1936، وتوفي في 13 سبتمبر 2005 بسبب سرطان.